# يوكاي دوتشوكي
يوكاي دوتشوكي (باليابانية: 妖怪道中記)، هي لعبة فيديو يابانية، من تطوير ونشر شركة نامكو، صدرت اللعبة في الأسواق سنة 1987، والتي تعمل على منصات آركيد، نينتندو إنترتينمنت سيستم، توربو غرافيكس-16 والهاتف المحمول.